# Pozitivizem
Pozitivizem je filozofska smer (utemeljitelj Auguste Comte), ki kot zanesljivo podlago spoznanja priznava le neposredno dano (pozitivno), predvsem dano v čutni zaznavi in zato zavrača metafiziko. Temeljna metoda pozitivizma je indukcija. V nasprotju s pozitivizmom 19. stoletja, ki je bil usmerjen psihologistično, temelji neopozitivizem (logični pozitivizem) na sodobni matematični logiki.